# Tox
Tox (AFI: /ˈtɔks/, in corso Tòcchisu) è un comune francese di 100 abitanti situato nel dipartimento dell'Alta Corsica nella regione della Corsica.

## Società

### Evoluzione demografica
Abitanti censiti